# Arconate
Arconate település Olaszországban, Lombardia régióban, Milano megyében. Lakosainak száma 6756 fő (2023. január 1.). Arconate Busto Garolfo, Cuggiono, Inveruno, Buscate és Dairago községekkel határos.

## Népesség
A település népességének változása:
| Lakosok száma | 6607 | 6700 | 6645 | 6756 |
|               | 2013 | 2017 | 2018 | 2023 |